# Daniel Trojanowski
Daniel Dawid Trojanowski (Brodnica, 24 de julio de 1982) es un deportista polaco que compitió en remo como timonel.
Ganó dos medallas en el Campeonato Mundial de Remo, en los años 2007 y 2014, y ocho medallas en el Campeonato Europeo de Remo entre los años 2007 y 2017.
Participó en cuatro Juegos Olímpicos de Verano, ocupando el octavo lugar en Atenas 2004, el quinto en Pekín 2008, el séptimo en Londres 2012 y el quinto en Río de Janeiro 2016, en la prueba de ocho con timonel.

## Palmarés internacional
| Campeonato Mundial | Campeonato Mundial          | Campeonato Mundial | Campeonato Mundial |
| Año                | Lugar                       | Medalla            | Prueba             |
| ------------------ | --------------------------- | ------------------ | ------------------ |
| 2007               | Múnich (Alemania)           | Medalla de oro     | Dos con timonel    |
| 2014               | Ámsterdam (Países Bajos)    | Medalla de bronce  | Ocho con timonel   |
| Campeonato Europeo |                             |                    |                    |
| Año                | Lugar                       | Medalla            | Prueba             |
| 2007               | Poznań (Polonia)            | Medalla de plata   | Ocho con timonel   |
| 2008               | Maratón (Grecia)            | Medalla de bronce  | Ocho con timonel   |
| 2009               | Brest (Bielorrusia)         | Medalla de oro     | Ocho con timonel   |
| 2010               | Montemor-o-Velho (Portugal) | Medalla de plata   | Ocho con timonel   |
| 2011               | Plovdiv (Bulgaria)          | Medalla de oro     | Ocho con timonel   |
| 2012               | Varese (Italia)             | Medalla de oro     | Ocho con timonel   |
| 2013               | Sevilla (España)            | Medalla de plata   | Ocho con timonel   |
| 2017               | Račice (República Checa)    | Medalla de plata   | Ocho con timonel   |